# Димитрова, Таня
Таня Георгиева Димитрова (в замужестве — Тодорова; болг. Таня Георгиева Димитрова (Тодорова); род. 15 марта 1957, Перник) — болгарская волейболистка. Бронзовый призёр летних Олимпийских игр 1980 года, чемпионка Европы 1981 года, бронзовый призёр чемпионата Европы 1979 года.

## Биография
Таня Димитрова родилась 15 марта 1957 года в болгарском городе Перник.
Играла в волейбол за софийский «Левски».
В 1979 году в составе женской сборной Болгарии завоевала бронзовую медаль чемпионата Европы во Франции.
В 1980 году вошла в состав женской сборной Болгарии по волейболу на летних Олимпийских играх в Москве и завоевала бронзовую медаль. Провела 3 матча.
В 1981 году завоевала золотую медаль чемпионата Европы в Болгарии.